# Begleitgas

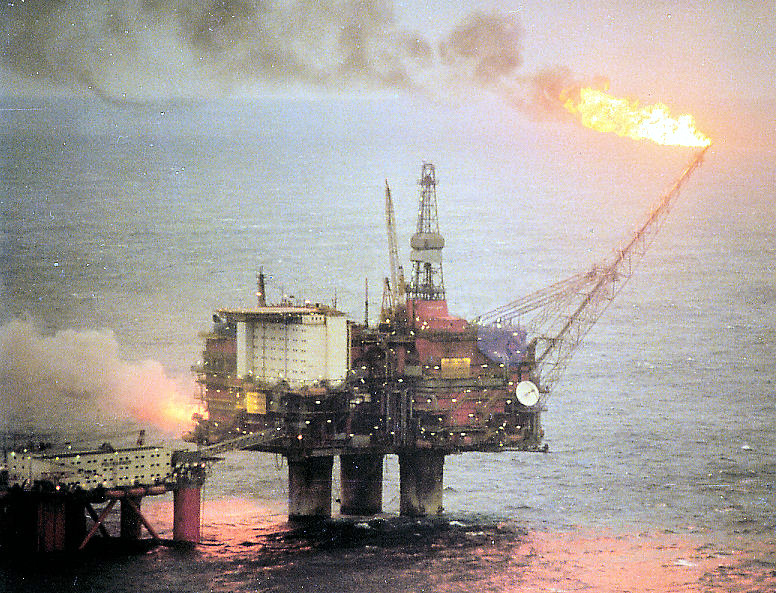
Abfackelung von Begleitgas auf der Ölbohrinsel Statfjord A in der Nordsee

Begleitgas (vollständig auch Erdölbegleitgas) ist ein fossiles Brenngas, das bei der Erdölgewinnung aus den Erdölbohrungen und dem Schicht-Erdöl bei der Entgasung entweicht. Je nach Förderungsgebiet erhält man von einer Tonne Erdöl 25 bis 800 m³ Gas.
Da das Begleitgas nur mit Schwierigkeiten verarbeitet oder transportiert werden kann, wird es oft abgefackelt oder zur Druckerhaltung wieder in die Lagerstätte eingepresst. Trotz internationaler Bemühungen sind die Mengen von abgefackeltem Begleitgas weiterhin auf langjährig hohem Niveau. In von der Internationalen Energieagentur zitierten offiziellen russischen Angaben wurden von den in Russland jährlich anfallenden 56 Mrd. m³ Erdöl-Begleitgas 15 Mrd. m³ abgefackelt.
Die Global Gas Flaring Reduction Partnership (GGFR) gab nach Auswertung von Satellitendaten bekannt, dass 2011 weltweit 140 Milliarden Kubikmeter Erdölbegleitgas abgefackelt und abgeblasen worden, was rund 4,2 Prozent der globalen Erdgasförderung entspricht.
Während in Norwegen die Begleitgase nur noch in Ausnahmefällen abgefackelt werden dürfen und zusätzlich besteuert werden, wird beispielsweise in Russland und Nigeria Begleitgas in großem Maße unkontrolliert abgefackelt.

## Entstehung und Zusammensetzung
Naturgas, das sich in der Nähe von Erdöllagerstätten befindet, kann entweder unabhängig vom Erdöl im Gestein als trockenes Gas oder in gelöster Form als nasses Gas vorkommen.
Unabhängig von der Quelle besteht das Erdölbegleitgas (ggf. nach seiner Trennung von Rohöl) aus verschiedenartigsten Inhaltsstoffen. Die Hauptkomponenten sind gas- und dampfförmige Kohlenwasserstoffe von Methan bis Hexan, inklusive Isomere C4 bis C6. Ab und zu trifft man auf Wasserstoff. Außerdem enthält rohes Naturgas nicht-kohlenwasserstoffhaltige Komponenten wie Wasserdampf, Schwefelwasserstoff (bei signifikantem Anteil dann Sauergas genannt), Kohlendioxid, Stickstoff, Helium, Argon und andere Bestandteile. Insbesondere Schwefelwasserstoff, dessen Konzentration manchmal einige Prozentpunkte erreicht, verursacht als Verunreinigung Probleme.
Die wichtigste Charakteristik für den Einsatz in Gasmotoren ist die Klopffestigkeit des Gases. Diese wird durch die Methanzahl (MZ) definiert. Methan mit hoher Klopffestigkeit hat eine Methanzahl von 100. Zum Vergleich hat Butan eine Methanzahl von 10 und Wasserstoff von 0. Abhängig von Gewerbegebiet und Förderungsbedingungen liegt die MZ von Erdölbegleitgas bei 25 bis 95.

## Aufbereitung und Nutzung
Aufgrund der oben genannten Inhaltsstoffe kann Erdölbegleitgas ohne zusätzliche Reinigung nach der Gewinnung beim Erdölforderungsprozess schwer transportiert und verwendet werden. Viele Erdölförderungsunternehmen verbrennen dieses unbrauchbare Nebenprodukt deshalb einfach. Doch aufgrund der ökologischen Lage und des steigenden Energiebedarfes versucht man die Verbrennung in Fackeln inzwischen zu vermeiden, insbesondere durch gesetzliche Verbote.
Aus technischer Sicht gibt es einige Möglichkeiten zur Nutzung von Erdölbegleitgas:
- Wiedereinpumpen in die Erdkruste zur darauffolgenden Förderung
- Reinigung und Aufbereitung in verschiedene Formen für die Verwendung als Brennstoff und zum Export in Pipelines (bei trockenem Gas) oder Verflüssigung (ähnlich Flüssigerdgas) für den Transport in Tankern
- Konversion in petrochemische Rohstoffe für die Industrie
- Konversion in andere Energieformen, z. B. in
  - Wärme für die zentrale Wärmeversorgung
  - Stromerzeugung entweder für eigene Zwecke oder zur Einspeisung in öffentliche Netze
  - Meerwasserentsalzung